# Sunža
La Sunža (in russo Су́нжа?; in ceceno Соьлжа, Sölƶa; in osseto Сунжæ, Sunžæ; in inguscio Шолжа?, Šolža) è un fiume della Russia europea meridionale (repubbliche dell'Ossezia Settentrionale, dell'Inguscezia e della Cecenia), affluente di destra del Terek. 
La sorgente del fiume si trova sul versante settentrionale della catena del Grande Caucaso, tra i ghiacciai dei monti Uškort, a un'altitudine di 1 200 m. Scorre dapprima in direzione settentrionale e poi orientale. Sfocia nel Terek a 177 km dalla foce. Ha una lunghezza di 133 km e il suo bacino è di 2 060 km². I suoi maggiori affluenti sono l'Assa e l'Argun, ambedue provenienti dalla destra idrografica.
Sulle rive della Sunža sorgono le città di Karabulak e di Groznyj.